# Pernantin
Pernantin is een bestuurslaag in het regentschap Karo van de provincie Noord-Sumatra, Indonesië. Pernantin telt 1435 inwoners (volkstelling 2010).